# Vortex86

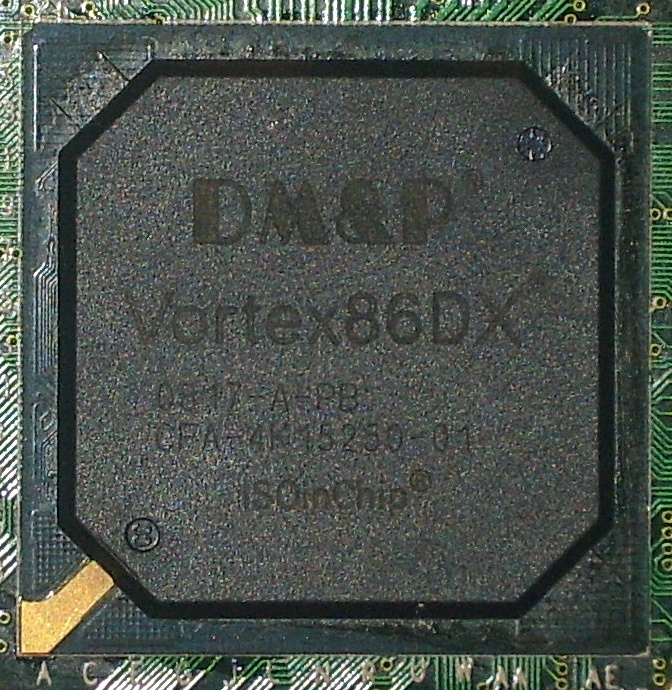
Vortex86DX

Vortex86 - это система на кристалле, основанная на x86-совместимом ядре. Ранее технология принадлежала SiS, которая купила её у Rise Technology и затем продала Тайваньской DM&P Electronics.
DMP в дальнейшем заключило соглашение с Xcore, разрешив им назвать чип Xcore86.

## Версии
- Vortex86 (SiS55x/Rise mP6) – Разработан SiS, имеет три целочисленных и MMX конвейера и предсказатель переходов [4]
- Vortex86SX – 300 МГц, 32 КБ кэша первого уровня (L1), без FPU, без кэша второго уровня (L2). Поддерживает как SD, так и DDR2 RAM [5]
- Vortex86DX – от 600 МГц до 1 ГГц (2.02 Ватт @ 800 МГц [6]), одно ядро, 32 КБ кэша первого уровня, FPU, 256 КБ кэша второго уровня, 6-ступенчатый конвейер. Поддерживает до 1 ГБ 16 битный DDR2 RAM[7][8]. PCI, 40 портов GPIO, IDE. PDX-600 - это версия Vortex86DX, которая отличается только количеством последовательных портов (3 вместо 5) и не имеет шины I²C и устройства сервоуправления. Таким образом, эта разновидность больше нацелена на рынок встраиваемых систем, нежели на промышленность. Данный чип, например, используется в таких нетбуках, как Belco 450R[9] или NorhTec Gecko EduBook.[10][11]
- Vortex86MX – 1 ГГц, ядро этого микропроцессора сильно отличается от Vortex86DX. В этой версии прекращена поддержка ISA, интегрированы модуль GPU и контроллер HD-аудио, а также интегрирован контроллер UDMA/100 IDE. Версия для конечного покупателя называется PMX-1000.[12][13] Используется в последних моделях Gecko Edubook.[14]
- Vortex86DX3 – Оснащен двухъядерным процессором, совместимым с i686, частотой 1,0 ГГц. Он имеет 32K I-Cache, 32K D-Cache, четырехпозиционный 512 КБ L2-кэш с политикой сквозной или обратной записи, возможность использования до 2 ГБ оперативной памяти DDR3, интерфейс шины PCI-e, 100 Мбит / с Ethernet, FIFO UART, хост USB 2.0, встроенный графический процессор, контроллер ATA с контроллером IDE, PATA 100 (2 HDD) или 2 SD на основном канале и SATA 1,5 Гбит/с (1 порт) на вторичном канале.  Корпус представляет собой единый 720-контактный BGA.[15]

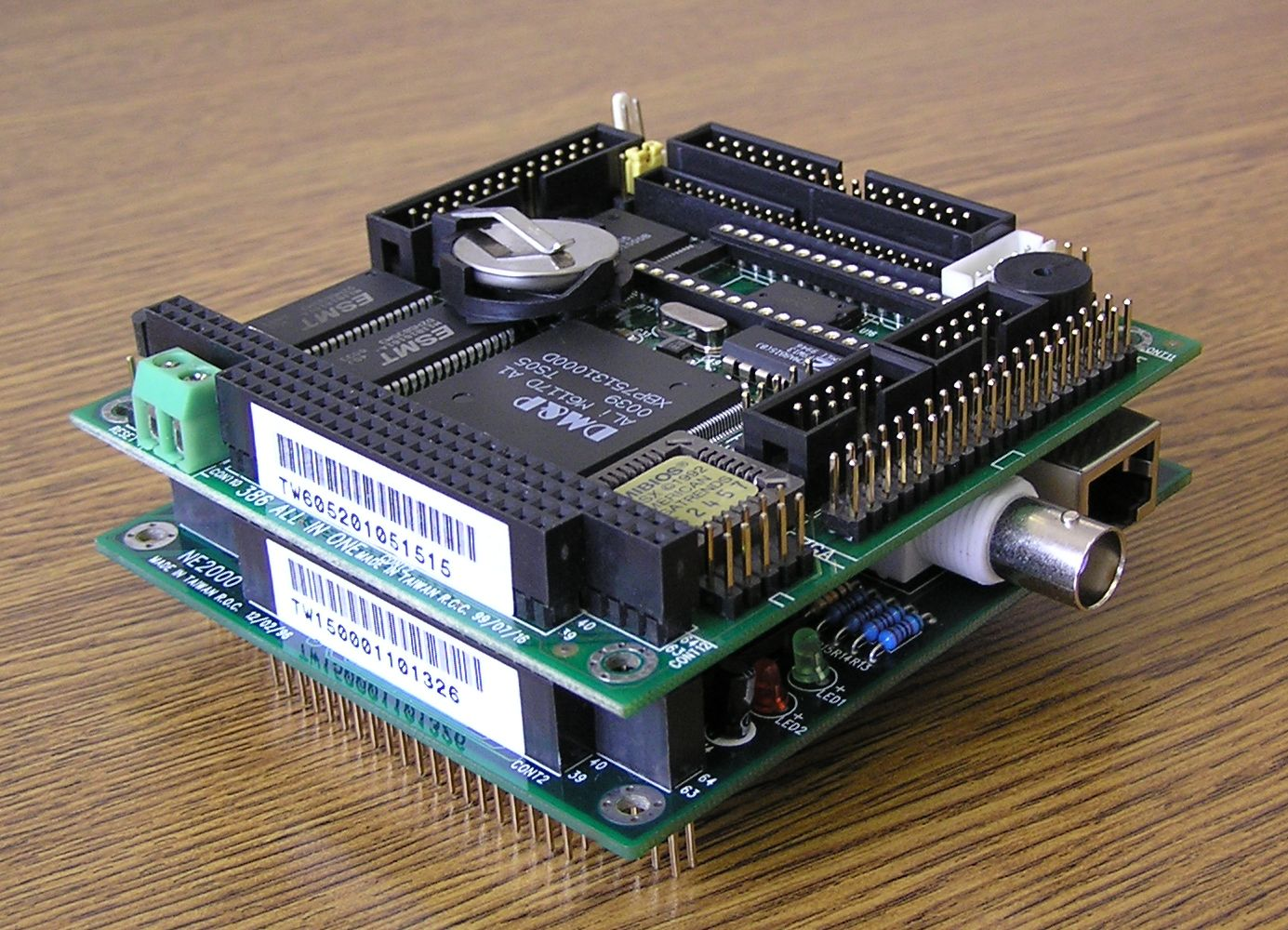
«Сэндвич» из одноплатного компьютера с M6117D и сетевой платы в формате PC/104

DM&P поставляет собственную версию дистрибутива Linux, нацеленную на реализацию преимуществ системы на кристалле.
До начала производства серии Vortex86, DM&P разрабатывали Intel 386SX-совместимый чип M6117D, 25–40 МГц SoC.